# Eparchia di Nostra Signora del Libano di Parigi dei Maroniti
L'eparchia di Nostra Signora del Libano di Parigi dei Maroniti (in latino: Eparchia Dominae Nostrae Libanensis Parisiensis Maronitarum) è una sede della Chiesa maronita in Francia immediatamente soggetta alla Santa Sede. Nel 2021 contava 51.520 battezzati. La sede è vacante.

## Territorio
L'eparchia comprende tutti i fedeli della Chiesa maronita in Francia.
Sede eparchiale è la città di Parigi, dove si trova la cattedrale di Nostra Signora del Libano.
Il territorio è suddiviso in 9 parrocchie.

## Storia
L'eparchia è stata eretta il 21 luglio 2012 con la bolla Historia traditiones di papa Benedetto XVI. Precedentemente i fedeli maroniti erano sottoposti alla giurisdizione dell'ordinariato di Francia per i fedeli di rito orientale, eretto il 16 giugno 1954.

## Cronotassi dei vescovi
Si omettono i periodi di sede vacante non superiori ai 2 anni o non storicamente accertati.
- Nasser Gemayel (21 luglio 2012 - 29 maggio 2024 dimesso)
  - Peter Karam, dal 9 novembre 2022 (amministratore apostolico[2])

## Statistiche
L'eparchia nel 2021 contava 51.520 battezzati.
| anno | popolazione | popolazione | popolazione | presbiteri | presbiteri | presbiteri | presbiteri                | diaconi | religiosi | religiosi | parrocchie |
| anno | battezzati  | totale      | %           | numero     | secolari   | regolari   | battezzati per presbitero | diaconi | uomini    | donne     | parrocchie |
| ---- | ----------- | ----------- | ----------- | ---------- | ---------- | ---------- | ------------------------- | ------- | --------- | --------- | ---------- |
| 2012 | 50.000      |             |             | 9          | 6          | 3          | 5.555                     |         | 14        | 9         | 3          |
| 2013 | 50.300      |             |             | 6          | 3          | 3          | 8.383                     |         | 14        | 9         | 4          |
| 2016 | 50.944      |             |             | 12         | 9          | 3          | 4.245                     |         | 3         | 8         | 8          |
| 2019 | 51.200      |             |             | 19         | 15         | 4          | 2.694                     |         | 4         | 5         | 9          |
| 2021 | 51.520      |             |             | 21         | 21         |            | 2.453                     |         |           | 1         | 9          |